# Finlandiaprijs
De Finlandiaprijs (Fins: Finlandia-palkinto, Zweeds: Finlandiapriset) is een Finse literatuurprijs, die als een van de meest prestigieuze van het land wordt beschouwd.

## Beschrijving
De Finlandiaprijs wordt sinds 1984 jaarlijks verleend door de Finse Boekenstichting (Fins: Suomen Kirjasäätiö, Zweeds: Finlands Bokstiftelse) aan de auteur van een in het Fins of het Zweeds geschreven fictieboek. Voor de onderscheiding, waaraan een geldbedrag van 26.000 euro (voorheen 100.000 markka) is verbonden, komen alleen schrijvers met de Finse nationaliteit in aanmerking. De prijs wordt sinds 1993 uitsluitend toegekend voor een roman. Een jury van drie personen nomineert daarvoor jaarlijks drie tot zes boeken, waaruit een van de juryleden vervolgens het bekroonde werk kiest. Ook de andere genomineerde titels worden bekendgemaakt.
Sinds 1989 bestaat er ook een Finlandia Non-fictieprijs (Fins: Tieto-Finlandia-palkinto, Zweeds: Fack-Finlandia-priset), die wordt toegekend voor een non-fictieboek dat bijdraagt tot de popularisering van het beschreven onderwerp. Daarnaast wordt voor kinder- of jeugdboeken sinds 1997 de Finlandia Juniorprijs (Fins: Finlandia Junior-palkinto, Zweeds: Finlandia Junior-priset) verleend.

## Winnaars

#### Finlandiaprijs
| Jaar | Winnaar            | Boek                                               |
| ---- | ------------------ | -------------------------------------------------- |
| 1984 | Erno Paasilinna    | Yksinäisyys ja uhma                                |
| 1985 | Jörn Donner        | Far och son                                        |
| 1986 | Sirkka Turkka      | Tule takaisin, pikku Sheba                         |
| 1987 | Helvi Hämäläinen   | Sukupolveni unta                                   |
| 1988 | Gösta Ågren        | Jär                                                |
| 1989 | Markku Envall      | Samurai nukkuu                                     |
| 1990 | Olli Jalonen       | Isäksi ja tyttäreksi                               |
| 1991 | Arto Melleri       | Elävien kirjoissa                                  |
| 1992 | Leena Krohn        | Matemaattisia olioita tai jaettuja unia            |
| 1993 | Bo Carpelan        | Urwind                                             |
| 1994 | Eeva Joenpelto     | Tuomari Müller, hieno mies                         |
| 1995 | Hannu Mäkelä       | Mestari                                            |
| 1996 | Irja Rane          | Naurava neitsyt                                    |
| 1997 | Antti Tuuri        | Lakeuden kutsu                                     |
| 1998 | Pentti Holappa     | Ystävän muotokuva                                  |
| 1999 | Kristina Carlson   | Maan ääreen                                        |
| 2000 | Johanna Sinisalo   | Ennen päivänlaskua ei voi                          |
| 2001 | Hannu Raittila     | Canal Grande                                       |
| 2002 | Kari Hotakainen    | Juoksuhaudantie                                    |
| 2003 | Pirkko Saisio      | Punainen erokirja                                  |
| 2004 | Helena Sinervo     | Runoilijan talossa                                 |
| 2005 | Bo Carpelan        | Berg                                               |
| 2006 | Kjell Westö        | Där vi en gång gått                                |
| 2007 | Hannu Väisänen     | Toiset kengät                                      |
| 2008 | Sofi Oksanen       | Puhdistus                                          |
| 2009 | Antti Hyry         | Uuni                                               |
| 2010 | Mikko Rimminen     | Nenäpäivä                                          |
| 2011 | Rosa Liksom        | Hytti nro 6                                        |
| 2012 | Ulla-Lena Lundberg | Is                                                 |
| 2013 | Riikka Pelo        | Jokapäiväinen elämämme                             |
| 2014 | Jussi Valtonen     | He eivät tiedä mitä tekevät                        |
| 2015 | Laura Lindstedt    | Oneiron, Fantasia kuoleman jälkeisistä sekunneista |
| 2016 | Jukka Viikilä      | Akvarelleja Engelin kaupungista                    |
| 2017 | Juha Hurme         | Niemi                                              |
| 2018 | Olli Jalonen       | Taivaanpallo                                       |
| 2019 | Pajtim Statovci    | Bolla                                              |
| 2020 | Anni Kytömäki      | Margarita                                          |

#### Finlandia Non-fictieprijs
| Jaar | Winnaar                                                       | Boek |
| ---- | ------------------------------------------------------------- | --- |
| 1989 | Erik Tawaststjerna                                            | Jean Sibelius 1-5                                                                                                |
| 1990 | Markku Löytönen (red.)                                        | Matka-arkku. Suomalaisia tutkimusmatkailijoita                                                                   |
| 1991 | Olli Marttila, Tari Haahtela, Hannu Aarnio, Pekka Ojalainen   | Suomen päiväperhoset                                                                                             |
| 1992 | Jukka Salo, Mikko Pyhälä                                      | Amazonia |
| 1993 | Erik Wahlström, Tapio Reinikainen, Eeva-Liisa Hallanoro       | Ympäristön tila Suomessa                                                                                         |
| 1994 | Heikki Ylikangas                                              | Tie Tampereelle. Dokumentoitu kuvaus Tampereen antautumiseen johtaneista sotatapahtumista Suomen sisällissodassa |
| 1995 | Matti Sarmela                                                 | Suomen perinneatlas                                                                                              |
| 1996 | Pekka Kivikäs                                                 | Kalliomaalaukset – muinainen kuva-arkistomme                                                                     |
| 1997 | Fabian Dahlström, Erkki Salmenhaara, Mikko Heiniö             | Suomen musiikin historia 1-4                                                                                     |
| 1998 | Hannu Karttunen                                               | Vanhin tiede. Tähtitiedettä kivikaudesta kuulentoihin                                                            |
| 1999 | Kari Enqvist                                                  | Olemisen porteilla                                                                                               |
| 2000 | Anu Kantola (e.a)                                             | Maailman tila ja Suomi                                                                                           |
| 2001 | Heikki Paunonen, Marjatta Paunonen                            | Tsennaaks Stadii, bonjaaks slangii. Stadin slangin suursanakirja                                                 |
| 2002 | Esko Valtaoja                                                 | Kotona maailmankaikkeudessa                                                                                      |
| 2003 | Antti Helanterä, Veli-Pekka Tynkkynen                         | Maantieteelle Venäjä ei voi mitään                                                                               |
| 2004 | Elina Sana                                                    | Luovutetut. Suomen ihmisluovutukset Gestapolle                                                                   |
| 2005 | Sami Koski, Mika Rissanen, Juha Tahvanainen                   | Antiikin urheilu                                                                                                 |
| 2005 | Jari Leskinen, Antti Juutilainen (red.)                       | Jatkosodan pikkujättiläinen                                                                                      |
| 2006 | Erkki Tuomioja                                                | Häivähdys punaista (geschreven in het Engels als A Delicate Shade of Pink, vertaald door Heikki Eskelinen)       |
| 2007 | Peter von Bagh                                                | Sininen laulu |
| 2008 | Marjo T. Nurminen                                             | Tiedon tyttäret                                                                                                  |
| 2009 | Henrika Tandefelt                                             | Borgå 1809:Ceremoni och fest                                                                                     |
| 2010 | Vesa Sirén                                                    | Suomalaiset kapellimestarit                                                                                      |
| 2011 | Soili Stenroos, Teuvo Ahti, Katileena Lohtander, Leena Myllys | Suomen jäkäläopas                                                                                                |
| 2012 | Elina Lappalainen                                             | Syötäväksi kasvatetut                                                                                            |
| 2013 | Ville Kivimäki                                                | Murtuneet mielet - taistelu suomalaissotilaiden hermoista 1939-1945                                              |
| 2014 | Mirkka Lappalainen                                            | Pohjolan Leijona – Kustaa II Adolf ja Suomi 1611–1632                                                            |
| 2015 | Tapio Tamminen                                                | Kansankodin pimeämpi puoli                                                                                       |
| 2016 | Mari Manninen                                                 | Yhden lapsen kansa - Kiinan salavauvat, pikkukeisarit ja hylätyt tyttäret                                        |
| 2017 | Riitta Kylänpää                                               | Pentti Linkola - Ihminen ja legenda                                                                              |
| 2018 | Seppo Aalto                                                   | Kapina tehtailla                                                                                                 |
| 2019 | Anssi Jokiranta, Pekka Juntti, Anna Ruohonen & Jenni Räinä    | Metsä meidän jälkeemme                                                                                           |
| 2020 | Marko Tikka & Seija-Leena Nevala                              | Kielletyt leikit - Tanssin kieltämisen historia Suomessa 1888-1948                                               |

#### Finlandia Juniorprijs
| Jaar | Winnaar                           | Boek                                    |
| ---- | --------------------------------- | --------------------------------------- |
| 1997 | Alexis Kouros                     | Gondwanan lapset                        |
| 1998 | Leena Laulajainen                 | Kultamarja ja metsän salaisuudet        |
| 1999 | Kari Levola                       | Tahdon                                  |
| 2000 | Tomi Kontio                       | Keväällä isä sai siivet                 |
| 2001 | Kira Poutanen                     | Ihana meri                              |
| 2002 | Raili Mikkanen                    | Ei ole minulle suvannot                 |
| 2003 | Arja Puikkonen                    | Haloo kuuleeko kaupunki                 |
| 2004 | Riitta Jalonen                    | Tyttö ja naakkapuu                      |
| 2005 | Tuula Korolainen                  | Kuono kohti tähteä                      |
| 2006 | Timo Parvela, Virpi Talvitie      | Keinulauta                              |
| 2007 | Aino Havukainen, Sami Toivonen    | Tatun ja Patun Suomi                    |
| 2008 | Esko-Pekka Tiitinen               | Villapäät                               |
| 2009 | Mari Kujanpää, Aino-Maija Metsola | Minä ja Muro                            |
| 2010 | Siri Kolu                         | Me rosvolat                             |
| 2011 | Vilja-Tuulia Huotarinen           | Valoa, valoa, valoa                     |
| 2012 | Christel Rönns                    | Det vidunderliga ägget                  |
| 2013 | Kreetta Onkeli                    | Poika joka menetti muistinsa            |
| 2014 | Maria Turtschaninoff              | Maresi. Krönikor från det röda klostret |
| 2015 | Nadja Sumanen                     | Rambo                                   |
| 2016 | Juuli Niemi                       | Et kävele yksin                         |
| 2017 | Sanna Mander                      | Avain hukassa                           |
| 2018 | Siiri Enoranta                    | Tuhatkuolevan kirous                    |
| 2019 | Marisha Rasi-Koskinen             | Auringon pimeä puoli                    |
| 2020 | Anja Portin                       | Radio Popov                             |